# اریک اولشلاگل
اریک دیرک اولشلاگل (به آلمانی: Eric Dirk Oelschlägel) (زاده ۲۰ سپتامبر ۱۹۹۵) یک فوتبالیست آلمانی است که به عنوان دروازه‌بان، در بوروسیا دورتموند توپ میزند. او قبل از پیوستن به دورتموند در سال ۲۰۱۸، کار خود را با وردر برمن آغاز کرد.

## حرفه
اولشلاگل از سال ۲۰۰۱ کار خود را در دینامو درسدن آغاز کرد. از سال سال ۲۰۱۲، او به تیم جوانان وردربرمن پیوست. در فصل ۲۰۱۴–۱۵، اولسشلاگل به تیم دوم منتقل شد، که در آن زمان در نریجیگالینا نورد بازی کرد و اولین بازی خود را در تاریخ ۱۶ نوامبر ۲۰۱۴ در اولین بازی کلین شیت کرد و ۴–۰ بازی به اتمام رسید. در سال ۲۰۱۵، او ارتقاء به لیگ ۳ را جشن گرفت .
بعد از اینکه اولشلاگل در ژوئیه سال ۲۰۱۵ به اولین اردوی آماده‌سازی تیم در نویروپین رفت، در ژانویه سال ۲۰۱۶ یک قرارداد حرفه ای با وردربرمن امضا کرد که تا ۳۰ ژوئن ۲۰۱۸ ادامه داشت. در حالی که چندین دروازه‌بان آسیب دید، اولسشاگل پشتیبان فلیکس ویدوالد در اولین دیدار تیم مقابل شالکه در ۲۴ ژانویه ۲۰۱۶ بود. او که در اوایل نیمه اول فصل ۲۰۱۵–۲۰۱۶دچار آسیب دیدگی شد ولی بیشترین دیدارهای تیم دوم را در نیمه دوم فصل انجام داد.
در ۲۰ ژوئن سال ۲۰۱۸، اولشلاگل برای امضا قرارداد با بوروسیا دورتموند در یک قرارداد یک سال از وردربرمن و مبلغی نامعلوم به عنوان دروازه‌بان سوم، برای تیم دوم بوروسیا دورتموند انتخاب شد.

وی در سال ۲۰۲۴، پس از گذراندن مدتی در امن، و اوترخت، با قراردادی قطعی، به باشگاه فوتبال سن پائولی پیوست

## آمار
تا تاریخ  15 سپتامبر 2019.
| باشگاه             | فصل     | لیگ              | لیگ     | لیگ   | جام     | جام   | بین‌المللی | بین‌المللی | جمع     | جمع   |
| باشگاه             | فصل     | رقابت ها         | بازی ها | گل ها | بازی ها | گل ها | بازی ها   | گل ها     | بازی ها | گل ها |
| ------------------ | ------- | ---------------- | ------- | ----- | ------- | ----- | --------- | --------- | ------- | ----- |
| وردر برمن ب        | ۲۰۱۴–۱۵ | رگینولیگا نورد   | ۱       | ۰     | -       | -     | -         | -         | ۱       | ۰     |
| وردر برمن ب        | ۲۰۱۵–۱۶ | ۳ لیگا           | ۱۹      | ۰     | -       | -     | -         | -         | ۱۹      | ۰     |
| وردر برمن ب        | ۲۰۱۶–۱۷ | ۳ لیگا           | ۱۲      | ۰     | -       | -     | -         | -         | ۱۲      | ۰     |
| وردر برمن ب        | ۲۰۱۷–۱۸ | ۳ لیگا           | ۳۶      | ۰     | -       | -     | -         | -         | ۳۶      | ۰     |
| وردر برمن ب        | جمع کل  | جمع کل           | ۶۸      | ۰     | -       | -     | -         | -         | ۶۸      | ۰     |
| بوروسیا دورتموند ب | ۲۰۱۸–۱۹ | رگینولیگا شرق    | ۲۴      | ۰     | -       | -     | -         | -         | ۲۴      | ۰     |
| بورسیا دورتموند    | ۲۰۱۸–۱۹ | بوندس لیگا       | ۱       | ۰     | ۱       | ۰     | -         | -         | ۱       | ۰     |
| بورسیا دورتموند    | جمع کل  | جمع کل           | ۹۵      | ۰     | ۱       | ۰     | -         | -         | ۹۵      | ۰     |
| اوترخت             | ۲۰۲۰–۱۹ | اردیویسه(جوانان) | ۱       | ۰     | -       | -     | -         | -         | ۱       | ۰     |
| اوترخت             | ۲۰۲۱–۲۰ | اردویسه          | ۱۹      | ۰     | ۱       | ۰     |           |           | ۱۹      | ۰     |
| کلی                | کلی     | کلی              | ۱۱۵     | ۰     | ۲       | ۰     | -         | -         | ۱۱۵     | ۰     |
| منبع:              |         |                  |         |       |         |       |           |           |         |       |

## افتخارات
وردر برمن ب
- ارتقاء به ۳. لیگ: 2015[۳]

بورسیا دورتموند
- DFL-Supercup: 2019

آلمان
- بازی‌های المپیک تابستانی: مدال نقره، ۲۰۱۶